# Skepticizem
Skepticizem je večpomenski pojem, povezan z dvomi o resničnost trditev. V znanosti je dvom, skepsa, nujna sestavina raziskovanja, filozofski skepticizem pa se širše ukvarja z možnostjo spoznanja. 
Ime izvira iz (grško) 'σκέπτομαι' skeptomai, ki pomeni tehtanje, premišljevanje in pozorno opazovanje. Razmišljanje o dvomu kot spoznavnem načelu je v antiki izpostavila šola Pirronistov, ki jo poznamo iz spisov kasnejših kasnejših avtorjev; dela Pirrona (grško: Πύρρων) iz Elide se niso ohranila.
Dopustnost skepse, dvoma, je ločnica med znanstvenimi in verskimi trditvami: znanstvene trditve so nujno, po pravilih znanstvenih spoznanj, izpostavljene dvomom; verske trditve ne dopuščajo dvoma in temeljijo na verovanju. 
Skepticizem se torej pojavlja kot:
- Znanstveni skepticizem
- Filozofski skepticizem
- Verski skepticizem

Znanstveni skepticizem je metodični skepticizem, pristop s katerim skušamo razločiti med nesprejemljivimi trditvami in trditvami, ki jih skeptična preiskava ne ovrže. Dvom je orodje pri vsaki raziskavi, najsi je naravoslovna, družboslovna ali pa se nanaša na posamezne pojave; na primer kriminalna dejanja. Danes se pravosodje ne zadovolji niti s priznanjem osumljenca, potrebni so dokazi za dejanja. Sodba v kazenskem postopku se razveljavi, če obstoji »precejšen dvom o resničnosti odločilnih dejstev« , s čimer  načelo dvoma vstopa v pravo. 
Filozofski skeptiki so blizu pogledom, da razlogi za dvom zanikajo možnost spoznanja resnice. 
Verski skeptik dvomi o posameznih verskih trditvah, dogmah. Med prvimi znanimi verskimi skeptiki je bil Sokrat, ki je dvomil v verske resnice tedanje uradne vere. Sodobni verski skepticizem se ukvarja tudi z zgodovinskim ali znanstvenim preverjanjem verskih trditev. Michael Shermer sodobni verski skepticizem opisuje bolj kot postopek preverjanja kot pa splošno nesprejemanje. Sodobni religijski skeptik bo verjetno sprejel, da je Jezus živel, a če ni ravno kristjan, bo morda dvomil o čudežih, ki naj bi jih Jezus storil. Verskega skepticizma ne moremo enačiti z ateizmom ali agnosticizmom. Verujoči ljudje so v splošnem skeptični do verskih resnic drugih verstev, zlasti, če se razlikujejo od lastnega verovanja.